# 遠田雄志
遠田 雄志（えんた ゆうし、1942年2月20日 - 2019年1月13日）は、日本の経営学者、法政大学名誉教授。
東京浅草生まれ。1965年法政大学工学部経営工学科卒業。1970年法政大学大学院経済学研究科博士課程満期退学。法政大学経営学部助教授、教授。2011年定年、名誉教授。経営情報論。○塾塾長。○塾工房主宰。組織認識論研究会会長。マーチやワイク理論などを和訳して日本に紹介。
2015年10月、法政大学経営学会の「経営志林」誌に「歴史を数列で表すと」、翌年7月に斬新な遠田理論「組織の盛衰ーその数理モデル」を発表。目の病気を患い、殆ど失明状態の中で、2018年3月まで手を加え、第9版まで改訂して脱稿。
「組織の盛衰ーその数理モデル」：組織を時系列に捉え、盛衰の2大要因となる資源サイクルと常識サイクルに着目し、その盛衰における特異点を4つのポイントに絞り、その経路は必ず盛衰表の中の8つの何れかのコースを辿ることが分かる。10年、20年、100年と続くゴーイングコンサーンの企業や組織の盛衰要因を時系列的に分析することができ、マクロ的に会社や組織を捉えることができるようになる。
有志による「組織の盛衰ーその数理モデル」研究会ウェブサイト：
http://organisation-a.com/

## 著書
- 『企業理論入門』中央経済社 1980
- 『あいまいだからおもしろい 組織と情報のブリコラージュ』有斐閣 1985
- 『あいまい経営学』日刊工業新聞社 1990
- 『私、あいまい系です "反常識"の経営学』同朋舎 Books,スマートなビジネスマン 1997
- 『グッバイ!ミスター・マネジメント ゴミ箱理論,ワイク理論のすすめ』文眞堂 1998
- 『組織を変える〈常識〉 適応モデルで診断する』中公新書 2005

### 共編著
- 『組織の認識モード』法政大学産業情報センター共編 税務経理協会 1996
- 『ポストモダン経営学』編著 文眞堂 2001

### 翻訳
- レオナード・H.リン『イノベーションの本質 鉄鋼技術導入プロセスの日米比較』東洋経済新報社 1986
- ジェームス・G.マーチ,ヨハン・P.オルセン『組織におけるあいまいさと決定』アリソン・ユング共訳 有斐閣選書R 1986
- ジェームズ・G.マーチ, ロジャー・ワイシンガー=ベイロン編『「あいまい性」と作戦指揮 軍事組織における意志決定』秋山信雄,鎌田伸一共訳 東洋経済新報社 1989
- ジェームス・G.マーチ『あいまいマネジメント』土屋守章共訳 日刊工業新聞社 1992
- ジェームス・G.マーチ, ヨハン・P.オルセン『やわらかな制度 あいまい理論からの提言』日刊工業新聞社 1994
- カール・E.ワイク『組織化の社会心理学』文眞堂 1997
- カール・E.ワイク『センスメーキングインオーガニゼーションズ』西本直人共訳 文眞堂 2001

## 論文
- <遠田雄志